# Izabela Lasocka
Izabela Lasocka z Lasocina herbu Dołęga (ur. 25 kwietnia 1770 w Warszawie lub w 1764, zm. w 1852) – właścicielka dóbr ziemskich, obejmujących Brzeziny i osadę Lasocin.

## Życiorys
W 1798 r. objęła we władanie dobra brezińskie, obejmując Brzeziny i okoliczne osady. Miała jednak problemy z zarządzaniem nimi, ze względu na wysokie zadłużenie zaciągnięte przez rodzinę jeszcze w XVII w. Izabela również zaciągała pożyczki, po przejęciu Brzezin zaciągnęła pożyczkę w kasie rządu pruskiego w wysokości 162 000 zł. Lasocka żyła w konflikcie z mieszkańcami Brzezin, który zapoczątkował ich ojciec. Brzezinianie oczekiwali od niej uwolnienia od pańszczyzny i danin, a także respektowanie nadanych im przywilejów królewskich. Spór został zaogniony przez to, że Lasocka obsadzała na stanowisku burmistrza Brzezin, osoby o wątpliwych kompetencjach. Burmistrzem w 1820 r. mianowała swojego kamerdynera, w 1830 r. zaś Witkowskiego, który był osobą niemal niepiśmienną. Burmistrzowie wybierani z woli mieszczan spotykali się z niechęcią Lasockiej. Spory Lasockiej z Brzezinianami nierzadko musiały rozwiązywać władze Królestwa Polskiego.
W 1815 r. utworzyła osadę fabryczną skoncentrowaną na produkcji sukna. W celu upamiętnienia obecności rodziny w Brzezinach, nadała jej nazwę Lasocin. Wspierała osadnictwo niemieckie i żydowskie w osadzie, starając się przyciągnąć rzemieślników i kupców. W 1826 r. sprzedała dobra brzezińskie swoim synom.

### Życie prywatne
Była jedynym dzieckiem Antoniego Lasockiego i Teresy Laskowskiej. Wyszła za mąż za wielkiego podskarbiego litewskiego – Michała Kleofasa Ogińskiego, lecz małżeństwo zakończyło się rozwodem. Mieli troje dzieci: Tadeusza Antoniego (1798–1844), Franciszka Ksawerego (1801–1837) i Kazimierę Amelię Paulę Teresę (ur. 1792). Zmarła w 1852 r. przeżywając swoje dzieci.